# Comisión de Defensa Nacional de la Cámara de Diputados de Chile
La Comisión de Defensa Nacional, corresponde a una de las comisiones permanentes de la Cámara de Diputados de Chile, en la cual, se formulan proyectos de ley referentes al tema de la legislación militar, las políticas nacionales en defensa, armamento, servicio militar y otras funciones de las Fuerzas Armadas.

## Historia
Fue creada en 1840, bajo el nombre de Comisión de Guerra y Marina, siendo presidida en primera instancia por el diputado conservador, Manuel García Banqueda. En 1924 su nombre varió a Comisión de Guerra y finalmente, en 1932, adopta su nombre actual, Comisión de Defensa Nacional.

## Composición actual
En el LVI periodo legislativo del Congreso Nacional de Chile (2022-2026) la comisión está presidida por Andrés Jouannet Valderrama (Ind-PR) para el período 2022-2023 e integrada por otros 12 diputados:
- Miguel Ángel Becker Alvear (RN)
- Jorge Brito Hasbún (RD)
- Álvaro Carter Fernández (UDI)
- Tomás De Rementería Venegas (PS)
- Camila Flores Oporto (RN)
- Carmen Hertz Cádiz (PCCh)
- Tomás Hirsch Goldschmidt (Ind.)
- Cristhian Moreira Barros (UDI)
- Benjamín Moreno Bascur (PRCh)
- Rubén Oyarzo Figueroa (PDG)
- Francisco Pulgar Castillo (Ind.)
- Francisco Undurraga Gazitúa (EVO)